# São Martinho da Gândara
Pour les articles homonymes, voir São Martinho et Gândara.
São Martinho da Gândara est une paroisse civile portugaise (en portugais : freguesia) de la municipalité d'Oliveira de Azeméis dans le district d'Aveiro.

## Géographie
São Martinho da Gândara est située à l'ouest d'Oliveira de Azeméis.

## Démographie
Lors du recensement de 2021, São Martinho da Gândara compte 1 854 habitants. C'est alors la paroisse la moins peuplée de la municipalité d'Oliveira de Azeméis, juste devant Macieira de Sarnes et ses 1 856 habitants.